# Mount Halcon
Mount Halcon is de hoogste berg van het eiland Mindoro en een van de hoogste bergen van de Filipijnen. Mount Halcon wordt door de Mangyans, de oorspronkelijke bergbewoners in deze regio, lagpas-ulap genoemd. Dit betekent zoiets als "hoog boven de wolken". Mount Halcon heeft een erg vochtig klimaat en is vrijwel continu in wolken gehuld. De berg wordt door bergbeklimmers gezien als de meest lastig te beklimmen berg van het land.

## Fauna
De berg is door haar onherbergzaamheid een locatie waar nog veel zeldzame diersoorten voorkomen. Endemische vogelsoorten die hier voorkomen zijn de Hoefijzermuskaatduif, de Filipijnse kaketoe, de Mindoro-dolksteekduif, de Mindoro-muskaatduif, de Mindoro-dwergooruil, de Mindoro-spoorkoekoek, de Mindoro-neushoornvogel, de Mindoro-lijster en de Mindoro-honingvogel. De laatste zeven soorten komen zelfs alleen op het eiland Mindoro voor.
Endemische zoogdiersoorten die op Mount Halcon voorkomen zijn de knaagdieren Apomys gracilirostris en Crocidura mindorus.
Een unieke amfibiesoort die hier voorkomt is Philautus schmackeri. Deze soort is slechts bekend van twee locaties op het eiland Mindoro.